# 吉爾伯特海崖
74°58′S 136°37′W / 74.967°S 136.617°W
吉爾伯特海崖（英語：Gilbert Bluff）是南極洲的海崖，位於瑪麗伯德地的麥當勞高地，處於艾瑞克森海崖北端，該海崖根據美國地質調查局的測量和美國海軍的空中照片被繪入地圖。